# Ruta 706 (Costa Rica)
La Ruta 706, oficialmente Ruta Nacional Terciaria 706, es una ruta nacional de Costa Rica ubicada en la provincia de Alajuela.

## Descripción
En la provincia de Alajuela, la ruta atraviesa el cantón de Naranjo (los distritos de Naranjo, Palmitos).